# BiCMOS
BiCMOS，是一种新型的半导体器件技术，它将以前两种独立的半导体器件类型——双极性晶体管（BJT）和互补式金属氧化物半导体（CMOS），集成到单一集成电路上。